# Steel and Glass
〈Steel and Glass〉는 1974년 음반인 《Walls and Bridges》에 발매된 존 레논이 작곡하고 공연한 곡이다. 어두운 포크 송으로, 그것은 레논의 전 경영 책임자인 앨런 클라인에 대한 공격으로 해석되었다.
이 곡은 비틀즈의 전 밴드 동료 폴 매카트니를 공격한 레논의 노래 〈How Do You Sleep?〉를 연상시키는 코러스에 바이올린과 호른이 포함한다.

## 출시
1986년 공개된 사후 수집품인 《Menlove Ave.》에는 〈Steel and Glass〉의 대안으로 포함되었다. Take 8은 1998년 박스 세트인 《John Lennon Anthology》에서 개봉되었다. Take 9는 《Walls and Bridges》에 사용된 마스터였다.